# Multiplatformă
Termenul multiplatformă (din engleză de la cross-platform) este folosit în industria IT drept atribut al unui program sau aplicație. Înseamnă că programul respectiv este produs în mai multe variante, fiecare putând fi utilizată în mod specific pe câte o platformă hardware sau sistem de operare anume. Uneori însă pentru folosirea pe o anumită platformă suplimentară este nevoie doar de recompilarea programului sursă.